# Char Bolak (distrikt)
Char Bolak (persiska: چارپولک), även skrivet Charbolak, Char Bulak eller Charbulak, är ett distrikt i Afghanistan.   Det ligger i provinsen Balkh, i den norra delen av landet, 300 kilometer nordväst om huvudstaden Kabul. Administrativ huvudort är Char Bolak.
Omgivningarna runt Char Bolak är i huvudsak ett öppet busklandskap. Runt Char Bolak är det ganska tätbefolkat, med 155 invånare per kvadratkilometer.  I trakten råder ett kallt ökenklimat. Årsmedeltemperaturen i trakten är 19 °C. Den varmaste månaden är juli, då medeltemperaturen är 34 °C, och den kallaste är januari, med 2 °C. Genomsnittlig årsnederbörd är 378 millimeter. Den regnigaste månaden är mars, med i genomsnitt 100 mm nederbörd, och den torraste är juli, med 1 mm nederbörd.